# Spencer Jarnagin

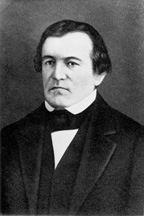
Spencer Jarnagin

Spencer Jarnagin, född 1792 i Sydvästterritoriet (numera Tennessee), död 25 juni 1853 i Memphis, Tennessee, var en amerikansk politiker (whig). Han representerade delstaten Tennessee i USA:s senat 1843-1847.
Jarnagin studerade juridik och inledde 1817 sin karriär som advokat i Tennessee. Han var ledamot av delstatens senat 1833-1835. Han flyttade 1837 till Athens, Tennessee. Han var elektor för William Henry Harrison i presidentvalet i USA 1840.
Whig-partiet nominerade 1841 Jarnagin till USA:s senat. Tennessees lagstiftande församling lyckades dock inte välja ny senator, eftersom vissa demokrater ville hellre ha ingen senator alls än en whig. De tretton demokraterna som var av den åsikten blev kända som "The Immoral Thirteen" och de lyckades försena valet med över två år genom att helt enkelt inte dyka upp om senatsvalet stod på agendan. Utnyttjandet av närvarokrav för att förhindra en omröstning kallas i USA quorum-busting. Till sist valdes Jarnagin och han kunde tillträda som senator 17 oktober 1843. För nästan en halv mandatperiod hade Tennessees andra mandat i senaten förblivit outnyttjad tack vare de demokratiska delstatspolitikernas strategi. Dessutom var Tennessee under en period 1842-1843 helt utan representation i senaten.
Whig-partiet nominerade 1847 Jarnagin till omval. Demokraterna vägrade dock att godkänna Jarnagins kandidatur. För några månader fick Tennessee igen nöja sig med en senator men till sist kunde en annan whig, John Bell, väljas till Jarnagins efterträdare.
Jarnagins grav finns på Elmwood Cemetery i Memphis.